# Gary Craig
Gary Craig – brytyjski socjolog, znawca zagadnień migracji, organizowania społeczności lokalnych, profesor uniwersytetów Humberside i Hull.

## Życiorys
W latach 60. XX wieku brał udział w akcjach wolontaryjnych na Uniwersytecie Londyńskim i Oksfordzkim. Potem pracował dla rządu Ghany i w Voluntary Services Overseas w Ghanie. W 1968 był współzałożycielem Young Volunteer Force Foundation. W latach 1971–1972 pracował z Ugandyjczykami w obozie dla uchodźców. Od 1972 do 1978 zatrudniono go w Newcastle w Benwell Community Development Project. Do 1984 pracował w tym samym mieście ze społecznościami lokalnymi, a potem także w wytwórni filmowej i w Law Centers Federation. 
Od 1988 został pracownikiem naukowym na Uniwersytecie w Bradford, skąd przeniósł się na Uniwersytet w Yorku, a następnie na Uniwersytet Humberside, gdzie doszedł do stopnia profesora. Obecnie jest profesorem na Uniwersytecie w Hull. Jest również przewodniczącym Międzynarodowego Stowarzyszenia Rozwoju Społeczności Lokalnych.